# Latte di mandorla
Il latte di mandorla (o mandorlato; in latino: amygdalatum) è una bevanda tipicamente siciliana preparata stemperando la polpa di mandorle dolci finemente macinate in acqua zuccherata e filtrando  il composto per ricavarne il liquido prodotto. Tecnicamente il latte di mandorla è una emulsione fra l'olio contenuto nella mandorla e l'acqua. Nella produzione industriale è necessaria una successiva pastorizzazione e omogeneizzazione del prodotto.

## Descrizione

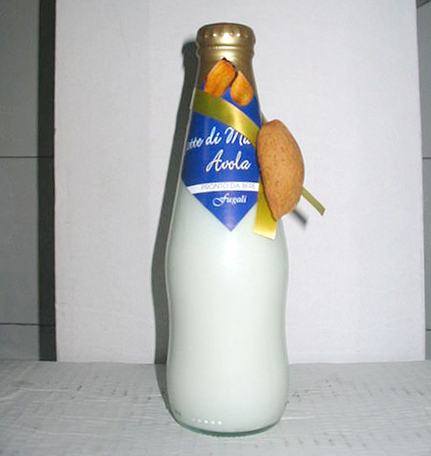
Bottiglia di latte di mandorla prodotto ad Avola in Sicilia

È una bevanda semplice da preparare e solitamente prodotta fra agosto e settembre, periodo di raccolta delle mandorle fresche. Il latte di mandorla può anche essere utilizzato per la preparazione di altre bevande tradizionali fra cui il caffè in ghiaccio e come ingrediente per la preparazione di cibi cotti.
In Italia il latte di mandorla è particolarmente diffuso nelle regioni in cui è presente il mandorlo: Sicilia, Calabria, Basilicata, in Campania e Puglia.

## Storia
Le esatte origini del latte di mandorla non sono note. Alcuni primissimi riferimenti alla bevanda sono stati ritrovati in testi medici islamici datati attorno all'800 d.C. e la produzione venne sperimentata nei monasteri col nome latino di amygdalate per poi diffondersi già nell'arco del Medioevo. 
Durante tale epoca la composizione del latte di mandorla, in quanto prodotto dal frutto di una pianta, l'ha reso particolarmente adatto per il consumo durante la Quaresima. 
Il latte di mandorla (non zuccherato) è stato anche un punto fermo nella cucina medievale cristiana e musulmana, perché il latte di vacca, che non si mantiene a lungo senza guastarsi, di solito era subito trasformato in prodotti caseari più durevoli, come il latte fermentato o il formaggio. Veniva consumato in una zona che si estende dalla penisola iberica fino all'Asia.

## Preparazione
Il latte di mandorla è una preparazione a freddo, composta da 2/3 di mandorle, 1/3 di zucchero e acqua quanto basta. Il fisiologo Paolo Mantegazza, nel suo Dizionario d'igiene per le famiglie del 1881 prescriveva che il latte di mandorla dovesse essere preparato con 32 mandorle dolci macinate finemente e stemperate in un mezzo litro d'acqua zuccherata.
Sono preferibili mandorle fresche, ma possono essere utilizzate quelle secche dopo averle fatte reidratare lasciandole in ammollo in una bacinella d'acqua per qualche ora.
Dopo aver pelato le mandorle, si triturano finemente e si uniscono allo zucchero; dopodiché si pone la pasta così ottenuta in un canovaccio a maglie larghe.
Il canovaccio va messo in acqua e tenuto in infusione per almeno 6 ore. Poi va strizzato bene per recuperare tutte le gocce del liquido, che va versato in una bottiglia e messo in frigorifero.

## Composizione e valori nutrizionali
La composizione delle bevande alla mandorla può variare sensibilmente in funzione del processo di produzione e non è riportata nel Codex Alimentarius.
Dati indicativi  del Dipartimento dell'agricoltura degli Stati Uniti d'America, ricavati valutando i prodotti non zuccherati a scaffale, riportano per 100 grammi:
| Nome                                       | Quantità | Unità |
| Acqua                                      | 96,5     | g     |
| Energia                                    | 15       | kcal  |
| Energia                                    | 65       | kJ    |
| Proteina                                   | 0,4      | g     |
| Lipidi totali (grassi)                     | 0,96     | g     |
| Cenere                                     | 0,79     | g     |
| Carboidrati                                | 1,31     | g     |
| Fibre                                      | 0,2      | g     |
| Saccarosio                                 | 0,81     | g     |
| Amido                                      | 0,07     | g     |
| Calcio, Ca                                 | 184      | mg    |
| Ferro, Fe                                  | 0,28     | mg    |
| Magnesio, Mg                               | 6        | mg    |
| Fosforo, P                                 | 9        | mg    |
| Potassio, K                                | 67       | mg    |
| Sodio, Na                                  | 72       | mg    |
| Zinco, Zn                                  | 0,06     | mg    |
| Rame, Cu                                   | 0,02     | mg    |
| Manganese, Mn                              | 0,04     | mg    |
| Selenio, Se                                | 0,1      | mg    |
| Riboflavina                                | 0,01     | mg    |
| Niacina                                    | 0,07     | mg    |
| Acido pantotenico                          | 0,01     | mg    |
| Folato, totale                             | 1        | mg    |
| Colina totale                              | 3,1      | mg    |
| Alfa-tocoferolo                            | 6,33     | mg    |
| Tocoferolo, beta                           | 0,12     | mg    |
| Tocoferolo, gamma                          | 0,32     | mg    |
| Tocoferolo, delta                          | 0,13     | mg    |
| Vitamina D (D2 + D3), Unità Internazionali | 41       | UI    |
| Vitamina D (D2 + D3)                       | 1        | mg    |
| Vitamina D3 (colecalciferolo)              | 1        | mg    |
| Vitamina K (Diidrofillochinone)            | 0,1      | mg    |
| Acidi grassi, totale saturi, SFA           | 0,08     | g     |
| SFA 14:0                                   | 0,003    | g     |
| SFA 15:0                                   | 0,002    | g     |
| SFA 16:0                                   | 0,066    | g     |
| SFA 18:0                                   | 0,019    | g     |
| SFA 20:0                                   | 0,001    | g     |
| Acidi grassi, monoinsaturi totali, MUFA    | 0,59     | g     |
| MUFA 16:1Δ9c                               | 0,005    | g     |
| MUFA 17:1Δ10c                              | 0,001    | g     |
| MUFA 18:1Δ9c                               | 0,563    | g     |
| Acidi grassi, polinsaturi totali, PUFA     | 0,24     | g     |
| PUFA 18:2Δ9c,12c                           | 0,252    | g     |